# Râul Valea Sprânii
Râul Sprânii este un curs de apă, afluent al râului Valea Largă. 

## Hărți
- Harta Munții Lotrului  Arhivat în 6 mai 2008, la Wayback Machine.